# Герб Кременчука
Герб Кременчука — офіційний символ міста Кременчук, було затверджено 21 вересня 1995 року.

## Опис
"У лазуровому щиті срібна балка."
Герб ілюструє географічне розташування міста: срібна балка означає річку Дніпро, яка протікає через місто. 
Щит обрамований декоративним картушем і увінчаний срібною мурованою короною.

## Історія

### Попередники герба
1635 року Кременчук отримав Магдербурзьке право, а тому мав отримати й герб. З тих часів залишилися реконструкції двох міських печаток.
Герб Кременчука на печатці 1654 року: «P - W - G - K» — «Печатка вряду городового Кременчуцького». у щиті перекреслена стріла вістрям догори, супроводжувана у главі двома косими хрестами по боках. Знакнад нагадує оранту з українських вишиванок.
Герб Кременчука на печатці 1685 року: «П - Г - К - У» — «Печатка городового Кременчуцького уряду». По центру серце, на яке покладена стріла вістрям додолу в стовп – символ Серця Господнього (популярний мотив козацької символіки другої половини XVII ст.).
Герб Кременчука на печатці Кременчуцької сотні 1764 року: «П - С - К» — «Печатка Сотні Кременчуцької». Символіка – човен, який пропливає повз узбережні скелі.

### Російська доба

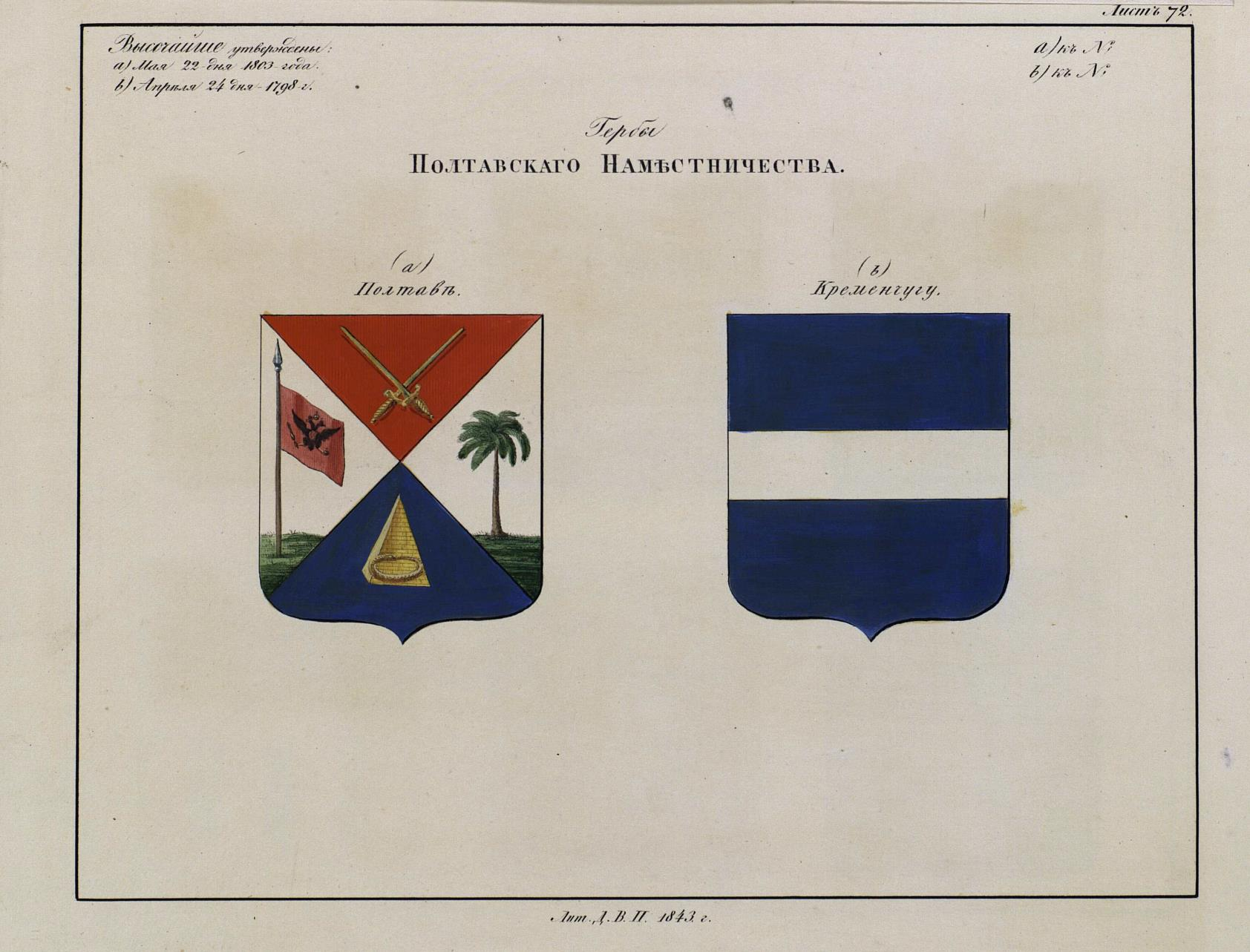
Затвердження гербів Полтавського намісництва 1798 року

Герб затверджений Павлом I 24 квітня 1798 року:
"У блакитному щиті срібна смуга, що символізує річку Дніпро, що протікає через це місто".

#### Проєкт Кене

Проєкт Кене 1866 рік

Розроблений 6 липня 1866 року Бернгардом Кене:
"На лазуровому полі срібний пояс. У вільній частині герб Полтавської губернії."
Щит увiнчаний срібною мiською короною з трьома вежками та обрамований двома золотими колосками, оповитими Олександрiвською стрiчкою. Проєкт герба не було затверджено.

### Радянський період

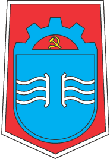
Герб Кременчука 1971 рік

Затверджений 30 червня 1971 року рiшенням №344 виконкому міської ради.
"На п'ятикутному червоному щиті лазуровий щиток, увінчаний половиною шестірні, у якому три розімкнутих хвилястих нитяні пояси. У половині шестірні - золоті серп і молот."
Пояси означають ріку Дніпро, яку перетинає міст у топографічному зображенні. Герб має вузьку сріблисту облямівку.
Автор - Л. Сидоренко.

### Незалежна Україна
Герб затверджено 21 вересня 1995 року рішенням Кременчуцької міської ради. За основу був взятий герб російського періоду від 1798 року.
Сучасна редакція - Андрій Гречило.